# Museu de Ióssif Stalin (Gori)
El Museu Ióssif Stalin és un museu de Gori, Geòrgia, dedicat a la vida de Ióssif Stalin, el líder de la Unió Soviètica, que va néixer a Gori. El museu conserva les seves característiques de l'època soviètica.

## Organització
El museu té tres seccions, totes situades a la plaça central del poble. Va ser dedicat oficialment a Stalin l'any 1957. Amb la caiguda de la Unió Soviètica i el moviment d'independència de Geòrgia, el museu va ser tancat el 1989, però des de llavors ha estat reobert i és una atracció turística popular.

### La casa de Stalin

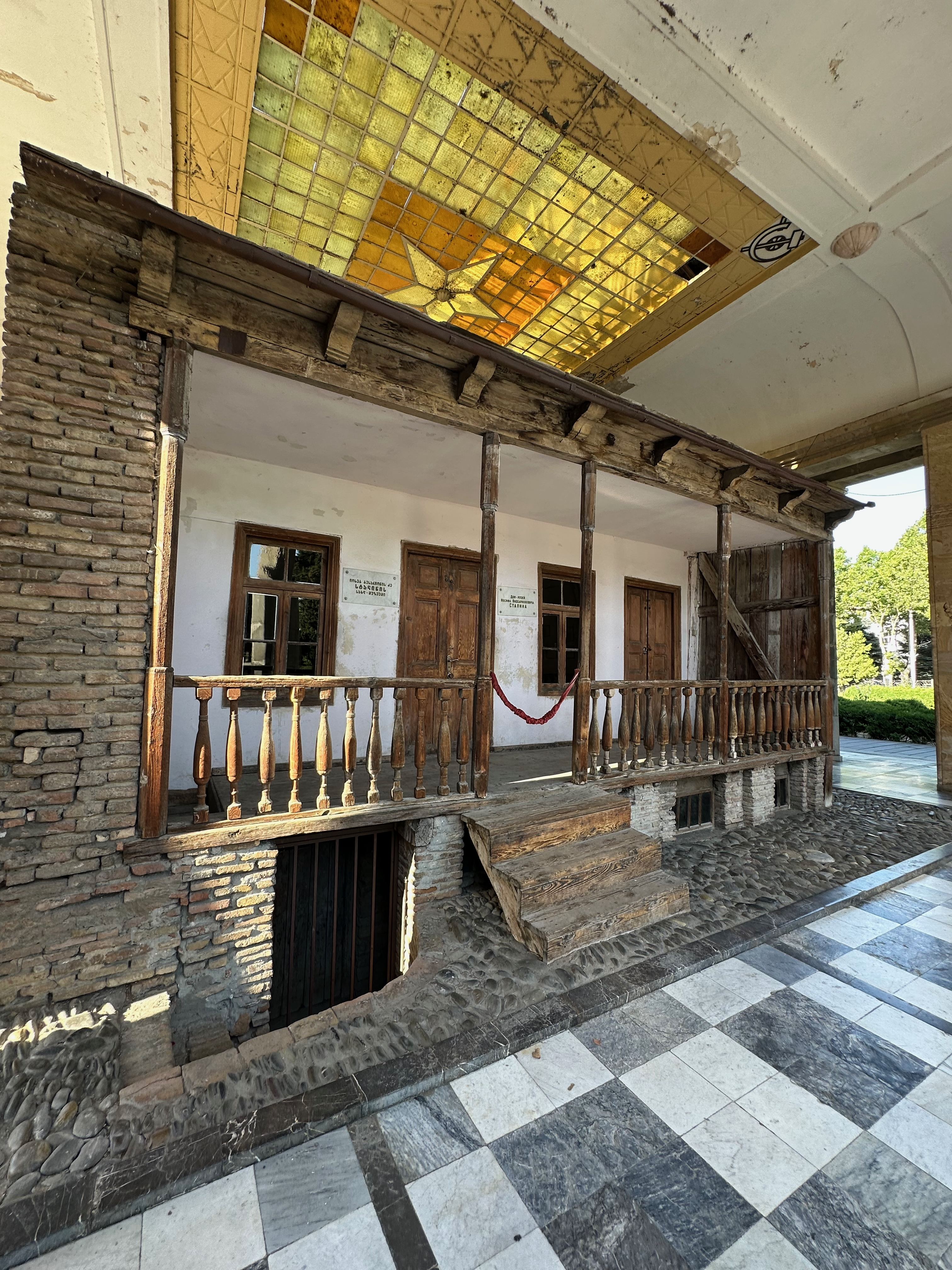
Casa natal

Dins d'un pavelló d'estil greco-italianitzat hi ha una petita cabana de fusta, on Stalin va néixer el 1878 i va passar els seus primers quatre anys. La petita cabana té dues habitacions a la planta baixa. El pare de Stalin, Vissarion Jughashvili, un sabater local que llogava l’única habitació del costat esquerre de l’edifici i tenia un taller al soterrani. L’amo vivia a l’altra habitació. La cabana formava part originàriament d’un barri amb habitatges similars, que va ser enderrocat durant l’època soviètica per donar pas a habitatges més moderns, una plaça i el museu.

### Museu Stalin

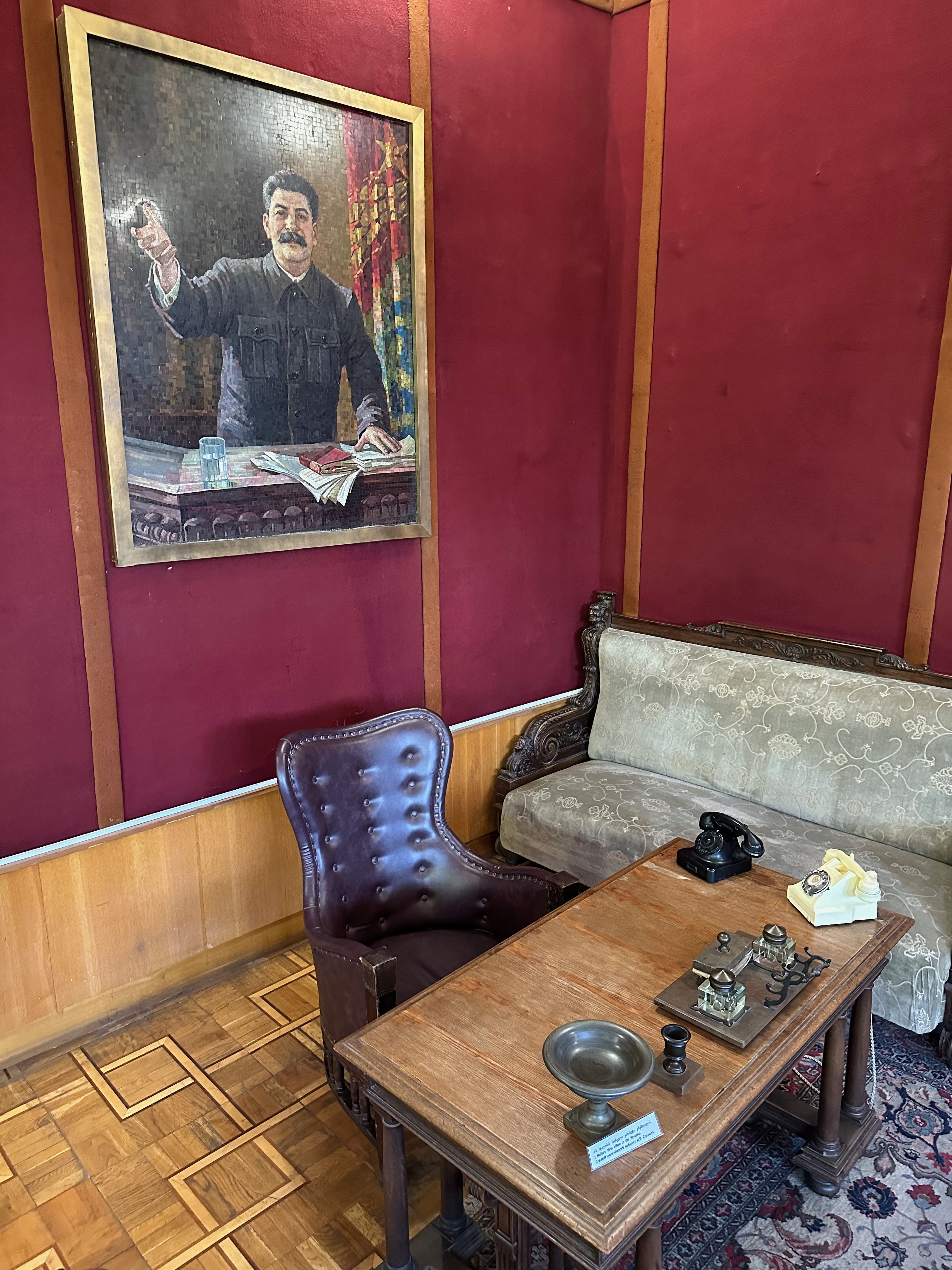
Despatx de Stalin

El corpus principal del complex és un gran palau d'estil gòtic estalinista, iniciat l’any 1951, aparentment com a museu de la història del socialisme, però amb la clara intenció de convertir-lo en un memorial dedicat a Stalin, que va morir el 1953. Les exposicions estan dividides en sis sales, en un ordre aproximadament cronològic, i inclouen molts objectes que Stalin va posseir realment o suposadament, com ara mobiliari de despatx, efectes personals i regals que va rebre al llarg dels anys. També hi ha abundant documentació gràfica: fotografies, pintures i articles de diari. L'exposició conclou amb una de les dotze còpies de la màscara mortuòria de Stalin fetes poc després de la seva mort.
La impressió general és la d'un santuari dedicat a un sant secular.

### El vagó de Stalin

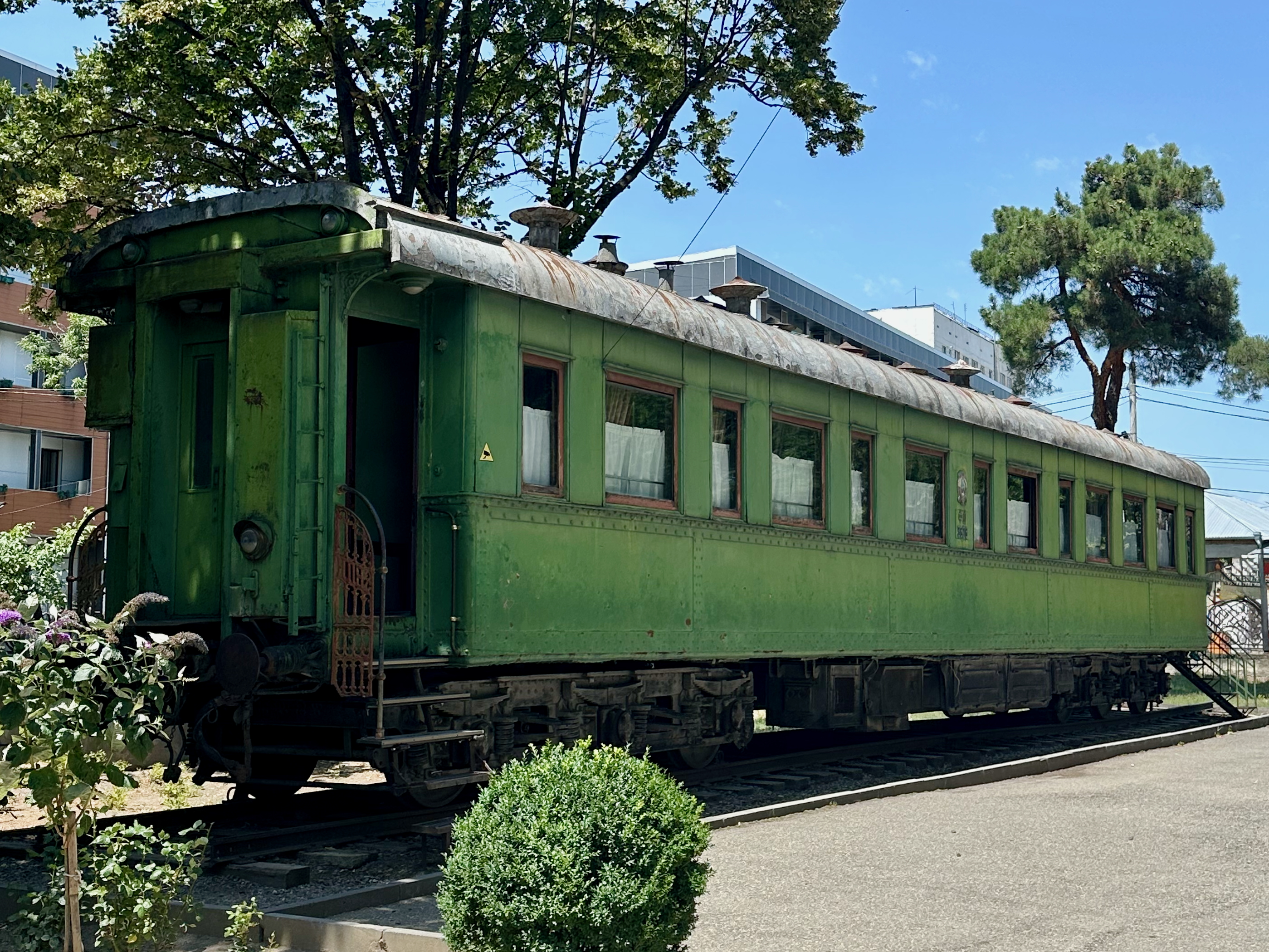
Vagó que utilitzava Stalin

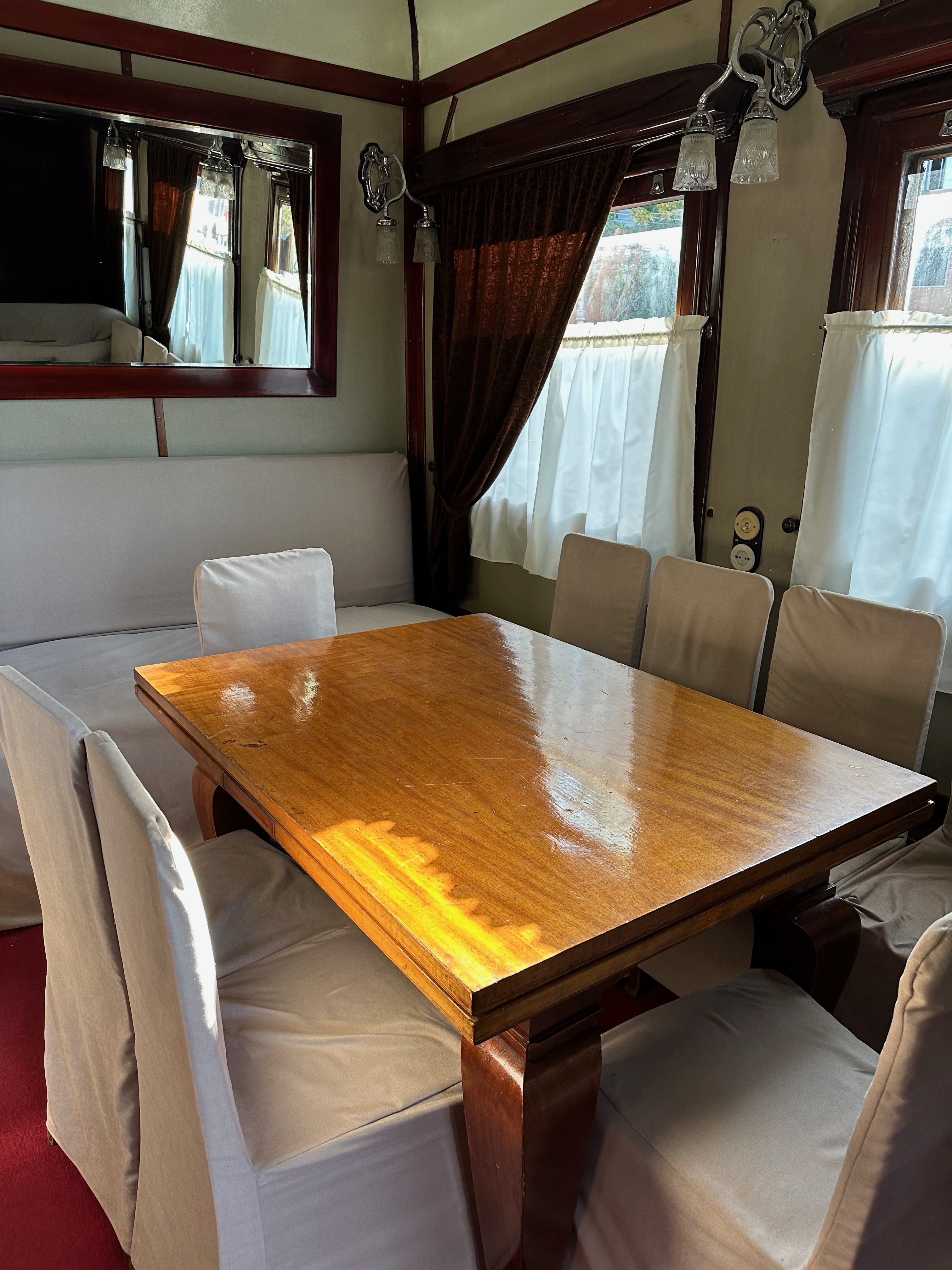
Despatx al vagó

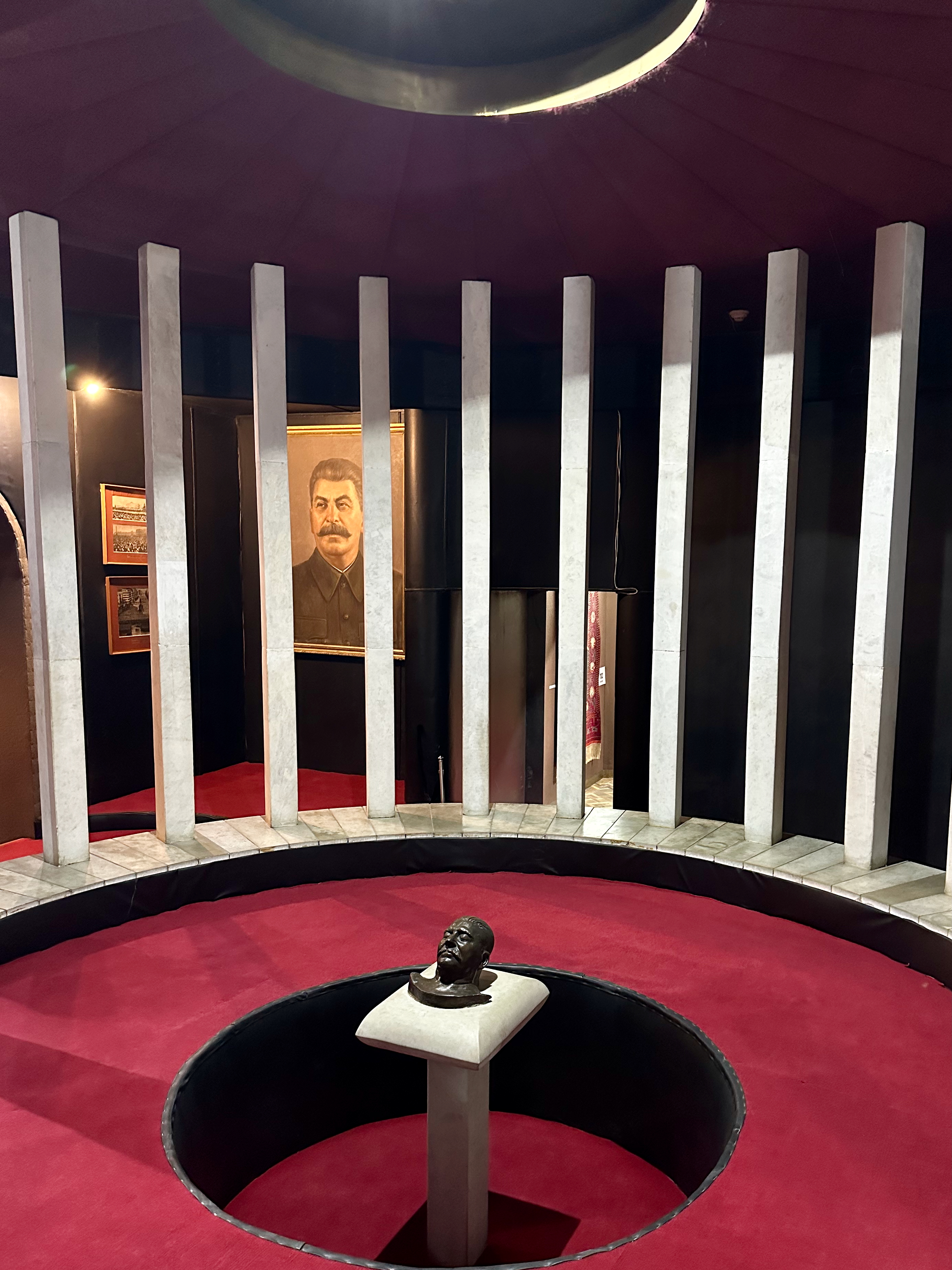
Mausoleu

A un costat del museu hi ha el vagó de ferrocarril personal de Stalin. El vagó Pullman verd, blindat i amb un pes de 83 tones, va ser utilitzat per Stalin des del 1941, incloent-hi la seva assistència a la Conferència de Ialta i la Conferència de Teheran. Va ser enviat al museu després de ser recuperat de les vies de Rostov del Don el 1985.

## Reorganització planificada
Arran de la guerra d'Ossètia del Sud del 2008, el ministre de Cultura de Geòrgia, Nikoloz Vacheishvili, va anunciar el 24 de setembre de 2008 que el museu Stalin es reorganitzaria en el Museu de l'Agressió Russa en un futur pròxim. Es va col·locar una pancarta a l'entrada que deia: "Aquest museu és una falsificació de la història. És un exemple típic de propaganda soviètica i intenta legitimar el règim més sagnant de la història". Tanmateix, va ser retirada el 2017.
El monument a Stalin de la plaça central va ser retirat el 25 de juny de 2010 amb la intenció de col·locar-lo al museu. El 20 de desembre de 2012, l'assemblea municipal de Gori va votar per posar fi als plans per canviar el contingut del museu.
Altres suggeriments per a una transformació inclouen la idea d'incloure una "exposició sobre l'exposició" per destacar les moltes inexactituds i falsedats de la presentació original, una proposta feta per l'historiador i director del museu Lasha Bakradze. Els comentaristes també han suggerit que, basant-se en una Ètica de la Commemoració Política exhaustiva, el procés de transformació del museu requeriria una àmplia participació pública per legitimar qualsevol disseny final.